# 曼温凯丹
曼溫凱丹（緬甸語： [máɴ wɪ́ɴ kʰàɪɴ θáɴ]，1952年4月23日—）為緬甸克倫族政治人物與律師，2016年至2018年擔任緬甸聯邦議會議長，2016年至2021年擔任緬甸民族院議長，2021年緬甸軍事政變後逃亡，4月16日起擔任反政變立場的緬甸國家團結政府總理。

## 生平
曼溫凱丹於1952年出生於緬甸伊洛瓦底省興實達鎮，為信仰基督教的克倫族，祖父為曾任緬甸工業與勞動部部長的曼巴凱，於1947年和緬甸國父翁山一起被暗殺。
1975年曼溫凱丹於仰光藝術與科學大學（今仰光大學）獲法學士學位，任職於克倫族文學與文化協會，1990年加入联邦克伦族联盟，2013年加入全國民主聯盟，在2015年緬甸議會選舉中當選為克倫邦第八選區議員。
2021年緬甸軍事政變後曼溫凱丹與其他全國民主聯盟的官員開始逃亡，3月9日獲緬甸聯邦議會代表委員會提名代理副總統職位；4月16日獲委員會提名為緬甸國家團結政府總理。

## 註腳
1. ↑  曼为緬甸人名中对克欽族長老的敬称，并非姓氏。